# Classe Littorio
A Classe Littorio, também chamada de Classe Vittorio Veneto, foi uma classe de navios couraçados operada pela Marinha Real Italiana, composta pelo Littorio, Vittorio Veneto, Impero e Roma. A construção das duas primeiras embarcações começou em 1934 nos estaleiros da Gio. Ansaldo & C. em Gênova e Cantieri Riuniti dell'Adriatico em Trieste, enquanto os outros dois tiveram suas obras iniciadas em 1938 nos mesmos estaleiros. Eles entraram em serviço entre 1940 e 1942 e foram os últimos couraçados da Itália, os mais modernos operados pelo país durante a Segunda Guerra Mundial, tendo sido desenvolvidos em resposta à Classe Dunkerque da Marinha Nacional Francesa.
Os couraçados da Classe Littorio eram armados com uma bateria principal formada por nove canhões de 381 milímetros montados em três torres de artilharia triplas. Tinham um comprimento de fora a fora que ficava entre 237 e 240 metros, boca de 32 metros, calado de mais de nove metros e um deslocamento carregado que ficava em aproximadamente 45 mil toneladas. Seus sistemas de propulsão eram compostos por oito caldeiras a óleo combustível que alimentavam quatro turbinas a vapor, que por sua vez giravam quatro hélices até uma velocidade máxima de trinta nós (56 quilômetros por hora). Os navios também tinham um cinturão de blindagem com 350 milímetros de espessura.
O Littorio e o Vittorio Veneto entraram em serviço pouco depois da entrada da Itália na Segunda Guerra Mundial. Eles formaram a espinha dorsal da frota italiana e realizaram várias surtidas no Mar Mediterrâneo para interceptar comboios britânicos, porém com poucos sucessos. Os dois foram torpedeados no início de carreira, o Littorio em novembro de 1940 e depois em junho de 1942, enquanto o Vittorio Veneto em março e em setembro de 1941. O Roma entrou em serviço em junho de 1942, porém os três, por escassez de combustível, ficaram inativos e atracados em La Spezia até junho do ano seguinte, quanto foram danificados em uma série de ataque aéreos Aliados contra o porto.
O governo de Benito Mussolini caiu em julho de 1943 e o Littorio foi renomeado para Italia. Os italianos se renderam em setembro de 1943 e assinaram um armistício com os Aliados. Os três couraçados em atividade foram enviados para serem internados em um porto Aliado, porém foram atacados no caminho por bombardeiros alemães, com o Roma sendo afundado. O Italia e o Vittorio Veneto permaneceram internados no Canal de Suez até o fim da guerra, enquanto o casco incompleto do Impero foi tomado pelos alemães e usado como alvo de tiro até ser afundado por um ataque aéreo norte-americano em fevereiro de 1945. Os três navios foram desmontados depois do fim das hostilidades.

## Desenvolvimento
O Tratado Naval de Washington de 1922 disponibilizou 71 mil toneladas extras de navios capitais para a Itália, que poderiam ser usadas entre 1927 e 1929, enquanto outros países foram proibidos de construir novos couraçados. A França também dispunha das mesmas 71 mil toneladas. Ambos foram pressionados pelos outros signatários a usarem suas tonelagens disponíveis para construírem couraçados menores e com baterias principais de calibre reduzido. O primeiro projeto italiano foi preparado em 1928 e era de uma embarcação de 23 mil toneladas armada com uma bateria principal de seis canhões de 381 milímetros em torres de artilharia duplas. Este projeto foi o escolhido porque permitia três navios abaixo do limite de 71 mil toneladas. Isto também permitiria que a Marinha Real Italiana mantivesse pelo menos dois couraçados operacionais em qualquer momento. Como os italianos não valorizavam alcance, proteção e raio de ação foram sacrificados em favor de velocidade e armas poderosas, pois operavam principalmente nas águas fechadas do Mar Mediterrâneo.
Outro projeto foi preparado no final do ano, desta vez com um deslocamento de 36 mil toneladas, seis canhões de 406 milímetros e proteção contra armas do mesmo calibre. Pelo menos um desses navios viria depois dos três couraçados de 23 mil toneladas, assim que as restrições de construção terminassem em 1931. Entretanto, o financiamento não foi disponibilizado para a construção, pois a Marinha Real não queria iniciar uma corrida armamentista com a Marinha Nacional Francesa. O Tratado Naval de Londres aumentou a restrição de construção até 1936, porém Itália e França continuaram com as 71 mil toneladas de navios capitais. Ambos rejeitaram a proposta do Reino Unido de limitarem novos projetos de couraçados a 25 mil toneladas e canhões de 305 milímetros. A Marinha Real abandonou o projeto de 23 mil toneladas depois de 1930. A Alemanha na mesma época começou a construir três embarcações da Classe Deutschland, que eram armadas com seis canhões de 283 milímetros, com a França por sua vez iniciando a construção de dois couraçados da Classe Dunkerque. As embarcações francesas eram armadas com oito canhões de 330 milímetros. Os construtores italianos responderam em 1932 com um projeto similar à Classe Deutschland, mas armado com seis canhões de 343 milímetros em torres triplas e deslocamento de dezoito mil toneladas.
A Marinha Real concluiu que o projeto pequeno não era prático e que um projeto maior deveria ser desenvolvido. Um proposta de 26,9 mil toneladas foi preparada e continha oito canhões de 343 milímetros em torres duplas. Este depois foi abandonado em favor de um projeto de 36 mil toneladas armado com canhões de 406 milímetros. Esta arma acabou abandonada em favor de uma de 381 milímetros porque não existiam projetos para o canhão maior, o que adiaria a construção; um canhão de 381 milímetros já tinha sido projetado para a cancelada Classe Francesco Caracciolo. Nove armas de 381 milímetros em três torres triplas foram adotadas como a bateria principal, com o deslocamento sendo maior que 41 mil toneladas, mesmo isso violando os tratados navais em vigor. Esse sistema internacional de controle já tinha ruído na época que os navios entraram em serviço, com as grandes potências tendo invocado a "cláusula de escalonamento" que permitia embarcações de até 46 mil toneladas.

## Projeto

### Características

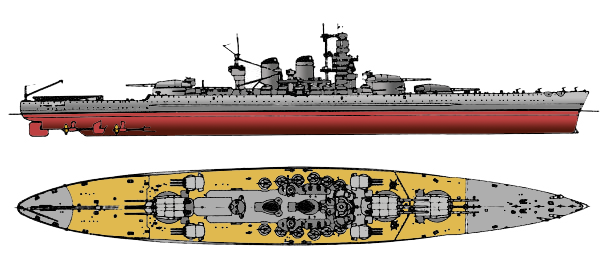
Desenho da Classe Littorio

Os navios tinham dimensões levemente diferentes. O Littorio e o Vittorio Veneto tinham 224,05 metros de comprimento entre perpendiculares e 237,76 metros de comprimento de fora a fora, enquanto o Impero e o Roma tinham 240,68 metros de comprimento de fora a fora. Todos os quatro possuíam um calado de 9,6 metros e boca de 32,82 metros. O deslocamento projetado do Littorio era de 40 724 toneladas e o deslocamento carregado era de 45 236 toneladas. Vittorio Veneto por sua vez tinha 40 517 e 45 029 toneladas, respectivamente. O Roma tinha números gerais levemente superiores em relação aos seus dois irmãos, ficando com 40 992 toneladas de deslocamento projetado e 45 485 toneladas de deslocamento carregado. Como o Impero nunca foi finalizado, não se sabe como seriam seus números. Todos os navios foram construídos com proas bulbosas com o objetivo de aumentar suas velocidades, porém isto causou grandes vibrações, o que forçou modificações no projeto.
O Littorio e o Vittorio Veneto tinham uma tripulação padrão formada por oitenta oficiais e 1 750 marinheiros; na função de capitânia, a tripulação era aumentada pela presença por mais onze a 31 oficiais. A tripulação padrão do Impero e do Roma foi aumentada com cem marinheiros a mais. Instalações de aeronaves ficavam localizadas no tombadilho superior e foi planejado que cada embarcação carregasse seis autogiros Cierva. Em vez disso, uma única catapulta foi instalada. Os couraçados acabaram sendo equipados com três hidroaviões IMAM Ro.43 de reconhecimento ou caças Reggiane Re.2000. Esta era uma aeronave com trens de pouso e necessitava pousar em uma pista.
O sistema de propulsão era composto por quatro turbinas a vapor Belluzzo, alimentadas por oito caldeiras Yarrow a óleo combustível. Esse maquinário gerava 128 mil cavalos-vapor (94,1 mil quilowatts) de potência para uma velocidade máxima de trinta nós (56 quilômetros por hora). O Littorio e o Vittorio Veneto excederam suas especificações em seus testes marítimos, com o primeiro alcançando 137 649 cavalos-vapor (102 645 quilowatts) e 31,3 nós (58 quilômetros por hora) e o segundo 133 771 cavalos-vapor (99 753 quilowatts) e 31,4 nós (58,2 quilômetros por hora); ambos estavam com um carregamento leve. Entretanto, em serviço regular os navios tinham uma velocidade média de 28 nós (52 quilômetros por hora). Os números dos testes do Roma não foram registrados. Todas as embarcações carregavam 4,14 mil toneladas combustível, o que lhes permitia uma autonomia de 3,92 mil milhas náuticas (7,26 mil quilômetros) a uma velocidade de vinte nós (37 quilômetros por hora); a dezesseis nós (trinta quilômetros por hora), a autonomia era de 4,48 mil milhas náuticas (8,48 mil quilômetros). Todo o sistema maquinário representava 5,6 por cento do deslocamento total.

### Armamentos

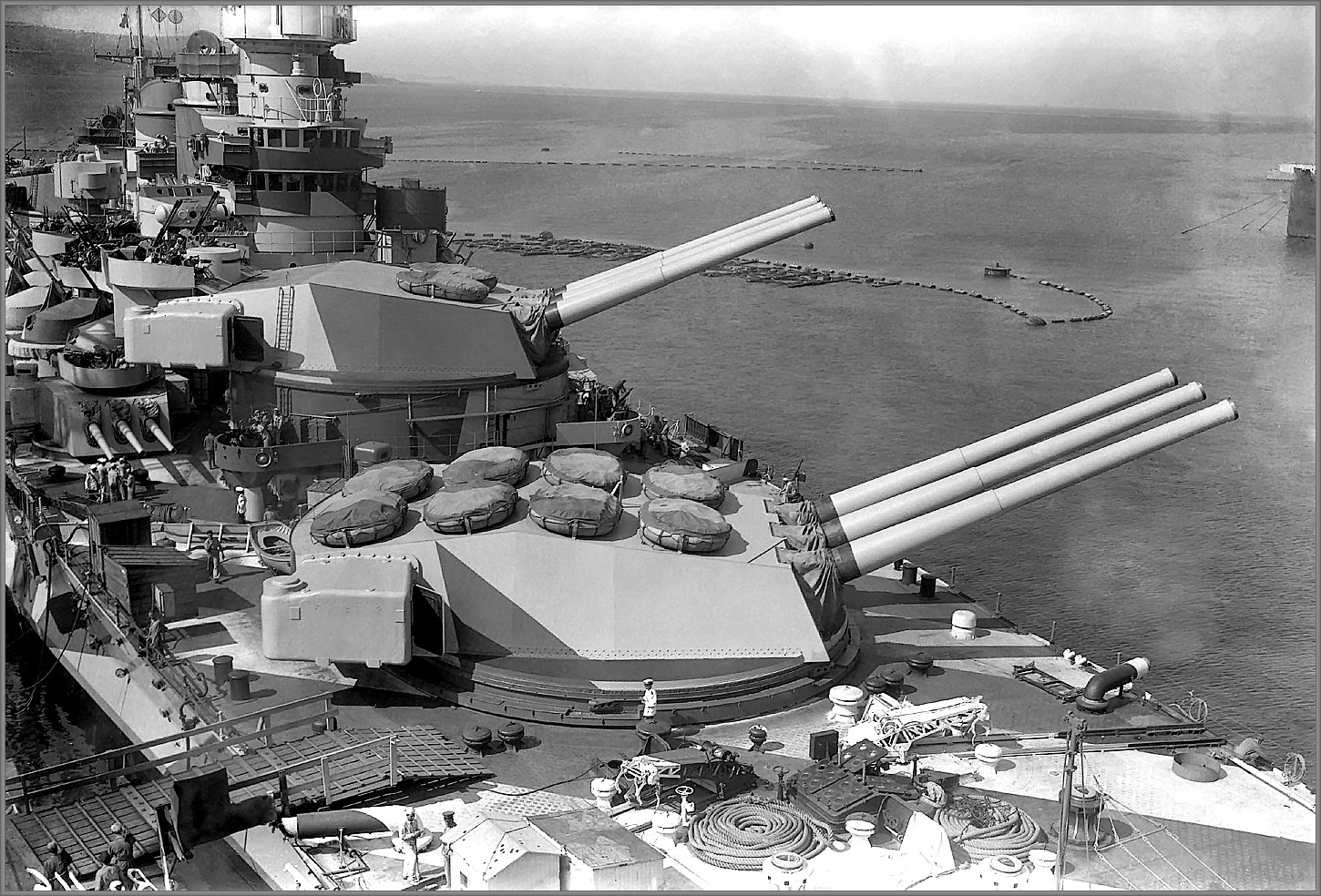
Os canhões dianteiros do Roma

Os navios da Classe Littorio eram armados com nove canhões Ansaldo Modello 1934 calibre 50 de 381 milímetros montados em três torres de artilharia, duas na proa, com uma sobreposta a outra, e a terceira na popa. Estes canhões, para compensarem o fato de dispararem projéteis menores que os de 406 milímetros originalmente planejados, eram de cano mais longo e com uma velocidade de saída maior. As armas tinham uma elevação máxima de 35 graus, o que permitia que disparassem um projétil a uma distância de 42,26 quilômetros. Os projéteis perfurtantes pesavam 885 quilogramas e possuíam uma velocidade de saída de 870 metros por segundo. Entretanto, isto foi reduzido para 850 metros por segundo a fim de reduzir a dispersão e aumentar o tempo de vida do canhão. Também disponíveis estavam projéteis semi-perfurantes de 824,3 quilogramas, que tinham cargas explosivas de 29,51 quilogramas. Projéteis altamente explosivos de 774 quilogramas foram desenvolvidos para os canhões de 381 milímetros, porém nunca chegaram a ser usados pelos couraçados da Classe Littorio. Depósitos de munição ficavam localizados abaixo dos depósitos de propelentes, embaixo da estrutura da torre de artilharia. A cadência de tiro era um disparo a cada 45 segundos. Cada navio tinha um carregamento de 495 projéteis perfurantes e 171 projéteis semi-perfurantes, com 4 320 cargas de propelente, totalizando 666 projéteis, ou 74 por canhão divididos em 55 perfurantes e dezenove semi-perfurantes.
A bateria secundária era formada por doze canhões Ansaldo Modello 1934 calibre 55 de 152 milímetros arranjados em quatro torres triplas; duas nas laterais e atrás da secunda torre principal e outras duas na mesma posição em relação a terceira torre principal. Essas armas disparavam projéteis perfurantes de cinquenta quilogramas a uma velocidade de saída de 910 metros por segundo. Sua elevação máxima era de 45 graus, o que lhes permitia disparar um projétil a uma distância de 25,74 quilômetros. Sua cadência de tiro era de pouco mais de quatro disparos por minuto. Quatro canhões calibre 40 de 120 milímetros foram instalados para dispararem projéteis iluminadores. Sua elevação era de 32 graus e cada projétil pesava 29,3 quilogramas, o que dava uma distância máxima de disparo de cinco quilômetros. Os armamentos antiaéreos consistiam em uma bateria de doze canhões Ansaldo Modello 1938 calibre 53 de 90 milímetros dispostos um próximo do outro à meia-nau, vinte canhões Breda calibre 54 de 37 milímetros e dezesseis a 32 canhões Breda Modello 35 calibre 65 de 20 milímetros, dependendo do navio. As armas de 90 milímetros proporcionavam proteção antiaérea a longa distância e foram montadas em torres simples estabilizadas quadriaxialmente. Tinham uma cadência de tiro de doze disparos por minuto e chegavam até uma altura de aproximadamente 10,8 quilômetros. Os canhões de 37 e 20 milímetros foram projetados para defesa a curta distância e tinham um alcance de quatro e 2,5 quilômetros, respectivamente.

### Blindagem
O cinturão de blindagem foi projetado e testado para resistir a projéteis perfurantes de 381 milímetros disparados a uma distância de dezesseis quilômetros, que foi considerada a extremidade interna da distância ideal de combate. O cinturão consistia de uma camada externa de placas de blindagem homogêneas de setenta milímetros de espessura e uma camada interna de aço cimentado de 280 milímetros de espessura, que ficavam separadas por 250 milímetros; esse espaço entre as duas camadas era preenchido por uma espuma de cimento chamada de Celulite que tinha o objetivo de impedir que a água entrasse no vão e ajudar na decapagem de projéteis perfurantes. O cinturão era montado em 150 milímetros de madeira de carvalho e quinze milímetros de placas de apoio de aço, com toda a estrutura ficando inclinada em onze a quinze graus, dependendo da seção do casco. Placas de blindagem homogêneas de 36 milímetros foram colocadas a 1,4 metros atrás do cinturão, seguidas quatro metros atrás por mais placas de 24 milímetros a uma inclinação de 26 graus na direção oposta. A cidadela era complementada por anteparas transversais de cem a 210 milímetros na proa e de setenta a 280 milímetros na popa. O espaço do casco acima da cidadela era uma casamata blindada com placas de setenta milímetros. A proa era protegida por um cinturão de 310 milímetros de espessura que seguia por 35 metros à frente do cinturão principal, terminando em uma anteparar transversão de sessenta milímetros. Os eixos das hélices, geradores na popa e o equipamento de direção eram protegidos por cem milímetros de placas homogêneas e uma antepara separada de duzentos milímetros, posterior à cidadela.
O convés que ficava diretamente acima da cidadela tinha uma blindagem homogênea de 36 milímetros sobre placas de nove milímetros de espessura. A blindagem do convés principal variava dependendo do espaço sobre o qual ela estava protegendo. Sobre os depósitos de munição, a espessura do convés era de 150 milímetros de blindagem laminada homogênea sobre placa internas de doze milímetros, e de cem milímetros sobre placas externas. Sobre os espaços de máquinas, como motores e caldeiras, a proteção era de cem milímetros sobre placas internas de doze milímetros e de noventa milímetros sobre placas também de doze milímetros. O convés blindado seguia até as extremidades da embarcações, onde se afinava para sessenta milímetros sobre placas de cem milímetros na proa e 36 milímetros sobre oito milímetros na popa.
As torres da bateria principal eram protegidas por aço cimentado de 380 milímetros de espessura na frente, duzentos milímetros nas laterais e teto dianteiros, 150 milímetros nas laterais e tetos traseiros e por 350 milímetros atrás. As barbetas eram de 350 milímetros acima do convés superior. As torres secundárias de 152 milímetros eram protegidas por 280 milímetros na frente, entre oitenta e 130 milímetros nas laterais, oitenta milímetros atrás e de 105 a 150 milímetros no teto, enquanto suas barbetas eram de 150 milímetros acima do convés e cem milímetros abaixo. As barbetas das baterias principais e secundárias não eram mais protegidas abaixo do terceiro convés. As torres dos canhões antiaéreos de noventa milímetros eram protegidas por um escudo que ficava entre doze e quarenta milímetros de espessura e uma barbeta.
O nível mais alto da torre de comando era protegido por uma blindagem de 255 milímetros de espessura na frente e nas laterais, enquanto atrás a espessura da proteção diminuía para 175 milímetros, tudo montado em placas de 25 milímetros. Os dois níveis mais baixos da torre possuíam blindagens de 250 e duzentos milímetros, respectivamente, estas montadas em placas de aço de dez milímetros. O teto da torre era protegido por uma blindagem que ficava entre noventa e 120 milímetros em placas de dez milímetros. Um tubo interno que protegia importantes cabos elétricos e canos do sistema hidráulico tinha uma blindagem de duzentos milímetros de espessura.

#### Sistema Pugliese

Corte transversal do casco da Classe Littorio, mostrando os detalhes do sistema de proteção Pugliese

Todos os quatro couraçados da Classe Littorio incorporaram um sistema de proteção subaquático único nomeado em homenagem a seu projetista, o general Umberto Pugliese. Uma antepara de torpedo de quarenta milímetros estendia-se para dentro do casco da base do cinturão de blindagem principal antes de curvar-se para se encontrar com o fundo do casco. Isto formava um vão que abrigava um tambor de 3,8 metros de largura com laterais de seis milímetros de espessura; todo o restante do vão era preenchido com líquido. O tambor também seguia por todo o comprimento do sistema de defesa anti-torpedo e foi projetado para ruir a fim de conter a pressão explosiva de um impacto de torpedo. A antepara impediria que quaisquer estilhaços ou efeitos explosivos entrassem nas partes vitais dos navios. Esse sistema foi pensado para proteger as embarcações de torpedos com cargas de até 350 quilogramas.
Entretanto, o sistema não funcionou de forma tão eficiente quanto esperado. Isto ocorreu por dois defeitos no projeto. O primeiro era que a junta rebitada que conectava o interior da antepara com o fundo do casco não era forte o bastante para aguentar as tremendas cargas associadas às explosões de contato direto. As juntas falhavam mesmo em casos de explosões sem contato, o que impedia que o tambor ruísse como projetado, o que resultava em grandes inundações. O segundo defeito era que a finura do formato do casco impedia que a espessura de 3,8 metros fosse mantida por toda a cidadela; a largura do tambor se reduzia significativamente de través da bateria principal, ficando em 2,28 metros. A capacidade do tambor de absorver o choque explosivo caía relativamente ao seu tamanho.

## Construção

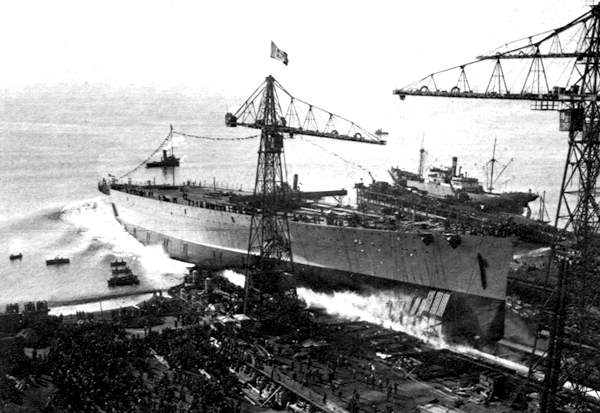
A cerimônia de lançamento do Impero em Gênova, 15 de novembro de 1939

O batimento de quilha do Littorio e do Vittorio Veneto ocorreram no mesmo dia, em 28 de outubro de 1934, nos estaleiros da 	Gio. Ansaldo & C. em Gênova e Cantieri Riuniti dell'Adriatico (CRDA) em Trieste, respectivamente. O Vittorio Veneto foi lançado ao mar em 25 de julho de 1937, com Littorio seguindo um mês depois em 22 de agosto. O incompleto Vittorio Veneto foi para o mar em 23 de outubro de 1939 com o objetivo de realizar testes em seu maquinário. Foi entregue para a Marinha Real em Trieste seis meses depois em 28 de abril de 1940, ainda não finalizado. Partiu de Trieste em 1º de maio para equipagens finais na doca de La Spezia, sendo finalmente completado em 15 de maio e seguindo para Tarento a fim de se juntar à frota. O Littorio passou pelo mesmo padrão de testes de máquinas antes de ser finalizado, sendo entregue para a Marinha Real em 6 de maio de 1940.
As outras duas embarcações tiveram suas obras iniciadas quatro anos depois. O batimento do Impero aconteceu na Ansaldo em 14 de maio de 1938 e ele foi lançado ao mar em 15 de novembro de 1939, porém nunca foi finalizado. A Marinha Real o transferiu incompleto para Brindisi depois da entrada da Itália na Segunda Guerra Mundial, temendo ataques aéreos franceses. Os trabalhos nunca recomeçaram. O Roma, por sua vez, foi construído pela CRDA, com seu batimento tendo ocorrido em 18 de setembro de 1938. Foi lançado em 9 de maio de 1940 e completado em 14 de junho de 1942, depois do qual juntou-se à frota em La Spezia.

### Navios
| Navio           | Construtor | Homônimo                   | Batimento              | Lançamento             | Comissionamento     | Destino                      |
| --------------- | ---------- | -------------------------- | ---------------------- | ---------------------- | ------------------- | ---------------------------- |
| Littorio        | Ansaldo    | Lictor                     | 28 de outubro de 1934  | 22 de agosto de 1937   | 6 de maio de 1940   | Desmontado entre 1952 e 1954 |
| Vittorio Veneto | CRDA       | Batalha de Vittorio Veneto | 28 de outubro de 1934  | 25 de julho de 1937    | 28 de abril de 1940 | Desmontado entre 1951 e 1954 |
| Impero          | Ansaldo    | Império Italiano           | 14 de maio de 1938     | 15 de novembro de 1939 | —                   | Desmontado entre 1948 e 1950 |
| Roma            | CRDA       | Roma                       | 18 de setembro de 1938 | 9 de junho de 1940     | 14 de junho de 1942 | Afundado em 1943             |

## História

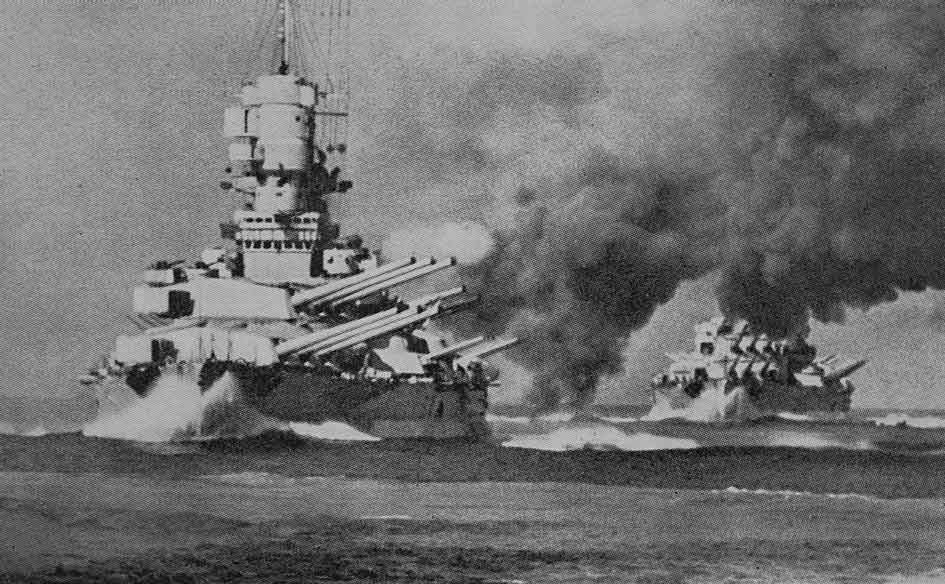
O Littorio e o Vittorio Veneto

O Littorio e o Vittorio Veneto foram declarados completamente operacionais em 2 de agosto de 1940, sendo designados para servirem na 9ª Divisão da 1ª Esquadra de Batalha. Os dois partiram em uma surtida em 31 de agosto para tentarem interceptar um comboio britânico rumando para Malta; a força italiana também tinha outros cinco couraçados, dez cruzadores e 34 contratorpedeiros, porém reconhecimento foi ruim e nenhuma das frotas avistou a outra, assim não houve confronto. As embarcações tentaram uma outra surtida contra um comboio em 29 de setembro, porém novamente não encontraram os britânicos. Um grande ataque aéreo contra a base de Tarento ocorreu na noite do dia 11 para o 12 de novembro, com o Littorio sendo atingido por dois torpedos e sofrendo danos sérios. A inundação desses impactos fez sua proa afundar e bater no fundo do porto. O couraçado foi levantado e ficou em uma doca seca passando por reparos de 11 de dezembro até 11 de março de 1941. O Vittorio Veneto escapou ileso do ataque e assumiu as funções de capitânia da frota italiana enquanto seu irmão ficou no concerto, sendo transferido para Nápoles.
O Vittorio Veneto fez uma surtida junto com vários cruzadores e contratorpedeiros em 26 de novembro e encontrou forças britânicas ao sul da Sardenha, resultando na Batalha do Cabo Spartivento. Durante o confronto, torpedeiros Fairey Swordfish do porta-aviões HMS Ark Royal atacaram o couraçado, porém ele conseguiu escapar dos torpedos. O navio brevemente enfrentou cruzadores britânicos com sua torre de artilharia traseira, não acertando os alvos. Um de seus aviões de reconhecimento Ro.43 foi abatido durante a batalha por um caça Blackburn Skua. A Força Aérea Real atacou Nápoles na noite do dia 8 para o 9 de janeiro de 1941, porém novamente não conseguiram acertar a embarcação. Em fevereiro, o Vittorio Veneto e os couraçados Andrea Doria e Giulio Cesare tentaram atacar aquilo que acreditavam que era um outro comboio britânico para Malta. A esquadra era na verdade a Força H, que estava indo bombardear Gênova. As duas frotas não se encontraram e os italianos retornaram para o porto.

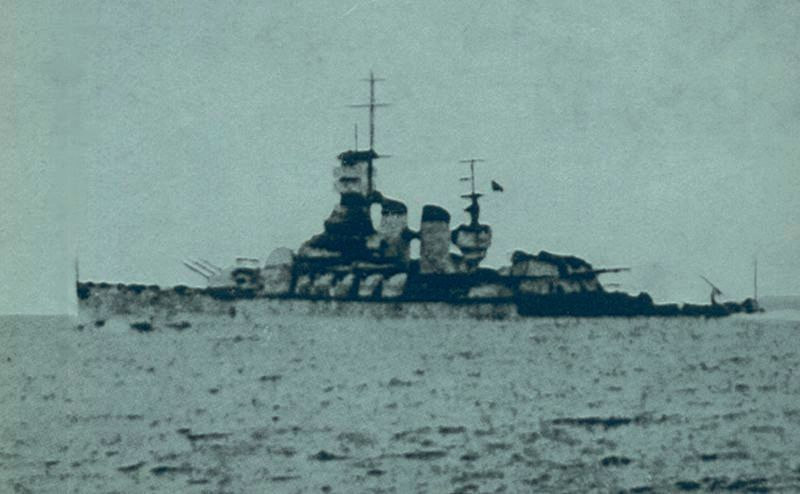
O Vittorio Veneto recuando do Cabo Matapão depois de ter sido torpedeado

Em 26 de março, o Vittorio Veneto deixou o porto para atacar comboios britânicos para a Grécia. Fora Alemanha que pressionara a Marinha Real Italiana a iniciar a operação, pois eles estavam com impressão que tinham, durante um ataque aéreo, desabilitado dois dos três couraçados britânicos designados para a Frota do Mediterrâneo. Isto resultou na Batalha do Cabo Matapão no dia seguinte, em que o Vittorio Veneto atacou cruzadores britânicos. Ele foi então atacado por bombardeiros do porta-aviões HMS Formidable; a primeira onda não acertou os alvos, porém a segunda atingiu o Vittorio Veneto e o cruzador pesado Pola. O couraçado abateu a uma aeronave enquanto por volta de quatro mil toneladas de água entravam no casco; ele mesmo assim conseguiu continuar navegando depois de dez minutos parado e retornou para Tarento em 29 de março. Os reparos duraram até julho.
O Littorio e Vittorio Veneto retornaram ao serviço ativo em agosto de 1941, com ambos partindo em uma surtida no dia 22 a fim de interceptarem outro comboio britânico. Eles retornaram para o porto sem terem encontrado a força inimiga. Os dois tentaram uma operação semelhante em 26 de setembro, porém desistiram da ação antes de atacarem o comboio. O Vittorio Veneto acabou torpedeado pelo submarino britânico HMS Urge em 14 de dezembro enquanto escoltava um comboio para o Norte da África, forçando seu retorno; os reparos duraram até o começo de 1942. O Littorio continuou na escolta e, em 17 de dezembro, participou da Primeira Batalha de Sirte, que terminou de forma inconclusiva. Ele também proporcionou cobertura para outro comboio entre os dias 3 e 6 de janeiro de 1942. O couraçador partiu em 21 de março para outra tentativa de interceptação de um comboio britânico, que resultou na Segunda Batalha de Sirte, em que o Littorio conseguiu danificar seriamente os cruzadores HMS Havock e HMS Kingston.

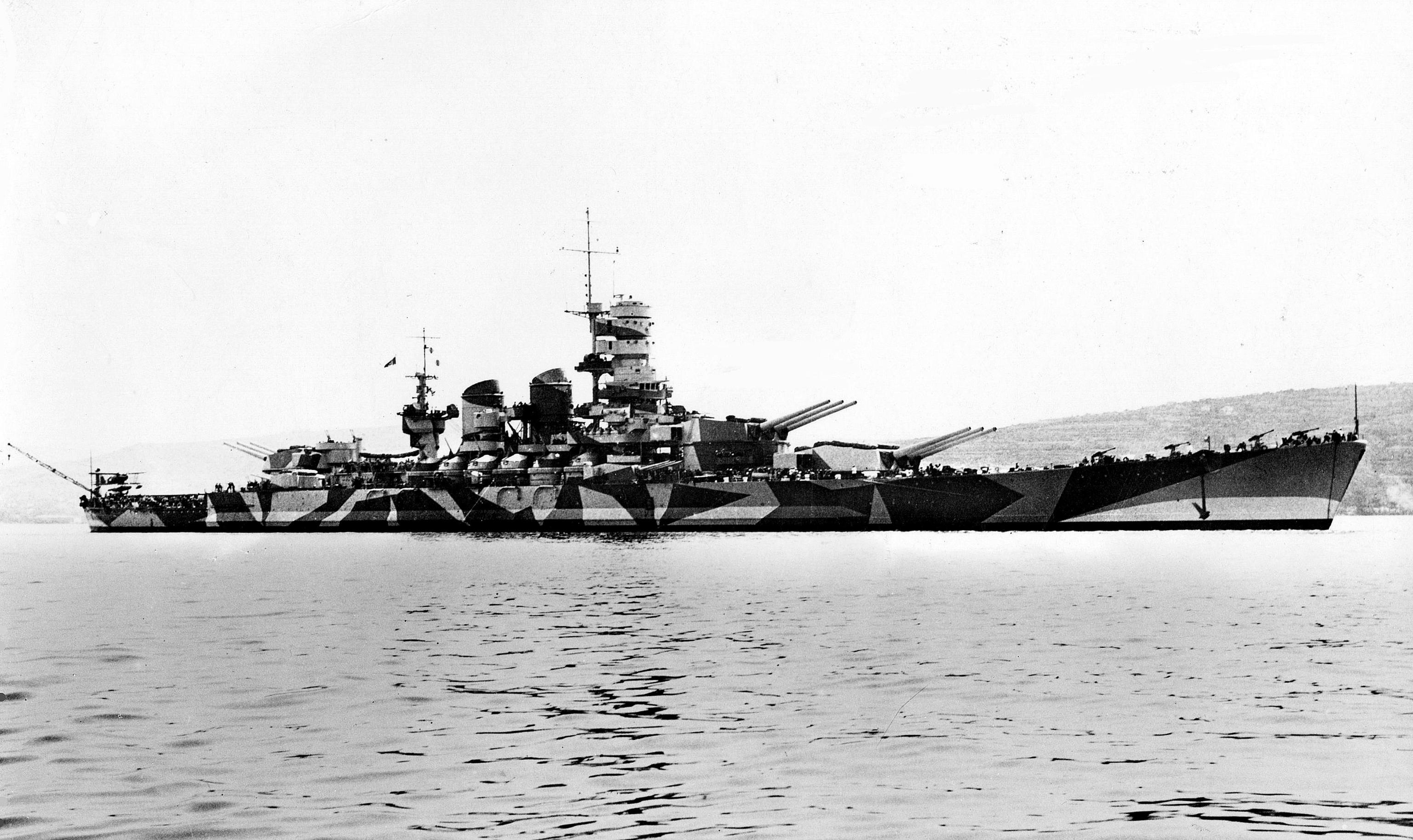
O Roma c. 1942–1943

Os concertos do Vittorio Veneto terminaram em tempo para que ele se juntasse ao Littorio em um ataque contra mais comboios britânicos que tinham partido de Alexandria e Gibraltar, em junho, a fim de reforçarem a defesa de Malta. O combate ficou restrito às forças rápidas de ambos os lados e os dois couraçados não entraram em ação; os britânicos mesmo assim cancelaram o comboio de Gibraltar devido a presença dos navios italianos e forte ataque aéreo. O Littorio acabou atingido no caminho de volta por uma bomba soltado de um bombardeiro norte-americano Consolidated B-24 Liberator, que acertou a torre de artilharia dianteira sem causar grandes danos. Um torpedeiro britânico Vickers Wellington torpedeou a embarcação antes dela chegar no porto, danificando a proa a estibordo. Os reparos foram completados em 12 de dezembro e os dois navios deixaram Tarento para La Spezia em resposta à invasão Aliada do Norte da África. O Roma tinha entrado em serviço pouco depois do ataque contra os comboios e fez a transferência para La Spezia junto com seus irmãos. Ao chegar lá, ele substituiu o Littorio como a capitânia da frota.
Os Aliados lançaram uma série de ataques contra La Spezia em junho de 1943 com o objetivo de neutralizar os três couraçados. O Vittorio Veneto foi atingido por duas bombas em 5 de junho a bombordo e foi transferido para Gênova a fim de passar por concertos. O Littorio foi acertado por três bombas em 19 de junho. Ele foi renomeado para Italia em 30 de julho, logo depois que o ditador Benito Mussolini foi tirado do poder. O Roma foi danificado no ataque de 5 de julho e em um terceiro realizado no dia 23. A Itália assinou um armistício com os Aliados em setembro, encerrando sua participação na guerra, com os três couraçados recebendo ordens para seguirem para uma base Aliada no Norte da África. A força foi atacada no caminho por bombardeiros alemães Dornier Do 217 carregados com bombas Fritz X. O Italia foi atingido na torre de artilharia dianteira, causando danos sérios. O Roma foi acertado duas vezes: um atravessou o casco e explodiu embaixo da quilha, enquanto o outro atingiu perto dos depósitos de munição dianteiros. Os depósitos detonaram, causando uma enorme explosão que fez o navio afundar com a maior parte da tripulação.

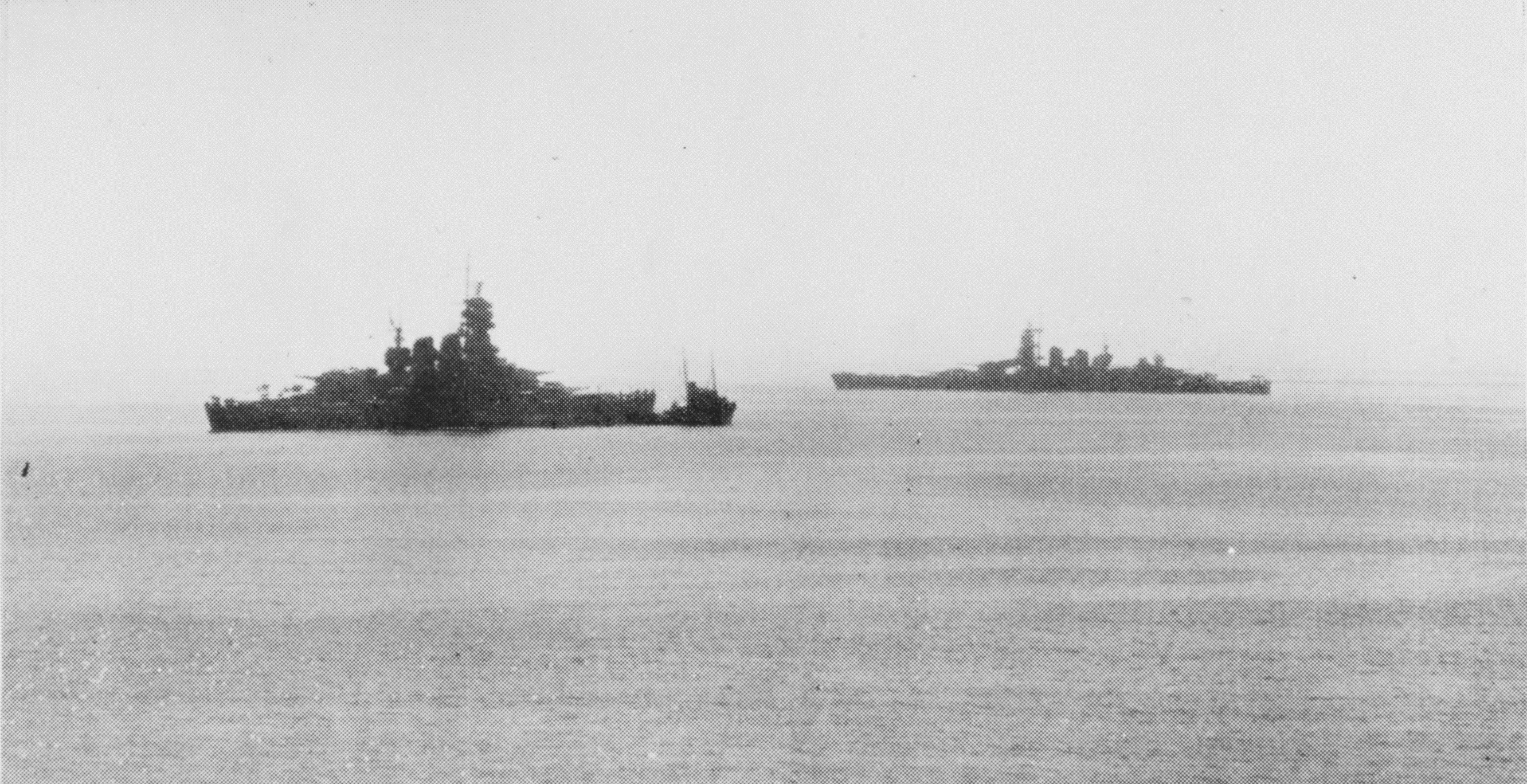
O Italia e o Vittorio Veneto em Malta pouco depois da rendição formal italiana

O Italia e o Vittorio Veneto depois foram para Malta, onde permaneceram até 14 de setembro, quando foram transferidos para Alexandria. Eles permaneceram internados no Grande Lago Amargo do Canal de Suez pelo restante da guerra. O Vittorio Veneto foi para Augusta na Sicília em 6 de junho de 1946, sendo então cedido para o Reino Unido de acordo com os termos do tratado de paz dos Aliados com a Itália. O Italia deixou Suez em 5 de fevereiro de 1947 e também foi para Augusta, onde foi cedido aos Estados Unidos. Ambos foram retirados do registro naval no dia 1º de junho de 1948 e desmontados em La Spezia entre 1951 e 1954. O casco incompleto do Impero, enquanto isso, tinha sido tomado pelos alemães em 1943, que o usaram como alvo de tiro até que ele foi afundado em 20 fevereiro de 1945 por bombardeiros norte-americanos. A embarcação foi recuperada em outubro de 1947, rebocada até Veneza e então desmontada. Os destroços do Roma foram localizados em junho de 2012 e estão a trinta quilômetros de distância do litoral da Sardenha a uma profundidade de aproximadamente um quilômetro.

## Projeto em outras marinhas
O ditador espanhol Francisco Franco considerou brevemente em 1939 um programa de construção naval. Franco firmou vários acordos com o governo italiano que estipulavam a construção de quatro couraçados semelhantes à Classe Littorio na Espanha. Os italianos prometeram proporcionar todo o apoio técnico e material necessários para a construção dos navios. A Marinha Real defendeu a modernização e expansão de estaleiros espanhóis para que assim pudessem acomodar embarcações do tamanho dos couraçados da Classe Littorio. O projeto foi abandonado depois da Itália se envolver na Segunda Guerra Mundial e como resultado da capacidade industrial limitada da Espanha.
A Frota Naval Militar Soviética iniciou um programa de construção naval no início da década de 1930 e procurou conselhos de estaleiros estrangeiros para uma nova classe de navios couraçados. A Ansaldo completou uma proposta de projeto em 14 de julho de 1939 para embarcações muito semelhantes a aquelas da Classe Littorio, designada de U.P. 41. O projeto era de navios de 42 mil toneladas de deslocamento armados com nove canhões de 406 milímetros em torres de artilharia triplas. Os italianos não revelaram as especificações do sistema Pugliese e em vez disso empregaram um sistema anti-torpedo mais tradicional composto por múltiplas anteparas. Mesmo assim, a Frtoa Naval Militar não usou o projeto U.P. 41 como a base para os couraçados da Classe Sovetsky Soyuz, que tiveram suas construções iniciadas no final da década. Entretanto, essas embarcações seriam mesmo assim equipadas com o sistema anti-torpedo Pugliese, pois os soviéticos tinham adquirido os detalhes do projeto por meio de espionagem.
A Marinha Real Neerlandesa inspecionou o Vittorio Veneto no início da década de 1940, enquanto preparavam o projeto para os cruzadores de batalha do tipo Projeto 1047. Eles tinham a esperança de adquirirem alguma experiência em sistemas de proteção subaquáticas, porém os italianos não revelaram os detalhes do sistema Pugliese.

### Citações
1. ↑   Whitley 1998, pp. 169–170
2. ↑   Garzke & Dulin 1985, pp. 372–373
3. ↑   Whitley 1998, p. 170
4. 1 2   Bagnasco & de Toro 2011, p. 11
5. ↑   Garzke & Dulin 1985, p. 373
6. ↑   Garzke & Dulin 1985, p. 374
7. ↑   Garzke & Dulin 1985, pp. 377–378
8. ↑   Garzke & Dulin 1985, p. 379
9. ↑   Stille 2011, p. 22
10. 1 2 3 4 5 6 7   Whitley 1998, p. 169
11. ↑   Stille 2011, p. 23
12. ↑   Bagnasco & de Toro 2011, pp. 22–23
13. 1 2 3 4 5   Roberts 1980, p. 289
14. 1 2 3 4 5 6 7 8   Roberts 1980, p. 290
15. 1 2 3 4 5   Whitley 1998, p. 171
16. ↑   Fraccaroli 1968, p. 19
17. ↑   Campbell 1985, p. 320
18. ↑   Bagnasco & de Toro 2011, p. 74
19. 1 2   Bagnasco & de Toro 2011, p. 94
20. ↑   Campbell 1985, p. 321
21. ↑   Campbell 1985, p. 329
22. ↑   Campbell 1985, p. 330
23. ↑   Bagnasco & de Toro 2011, pp. 80-81
24. ↑   Garzke & Dulin 1985, pp. 418–419
25. ↑   Campbell 1985, p. 342
26. ↑   Campbell 1985, pp. 345–346
27. ↑   Bagnasco & de Toro 2011, p. 35
28. 1 2   Bagnasco & de Toro 2011, p. 34
29. 1 2 3   Bagnasco & de Toro 2011, p. 61
30. ↑   Garzke & Dulin 1985, p. 420
31. ↑   Garzke & Dulin 1985, p. 421
32. ↑   Garzke & Dulin 1985, pp. 422–423
33. 1 2 3 4   Whitley 1998, p. 172
34. 1 2 3 4   Whitley 1998, p. 178
35. ↑   Rohwer 2005, pp. 42–43
36. 1 2 3   Whitley 1998, p. 175
37. ↑   Whitley 1998, pp. 172–174
38. 1 2   Whitley 1998, p. 174
39. ↑   Rohwer 2005, p. 65
40. ↑   Rohwer 2005, pp. 64–65
41. ↑   Whitley 1998, pp. 174–175
42. ↑   Whitley 1998, pp. 175–177
43. 1 2   Whitley 1998, p. 177
44. ↑   Whitley 1998, pp. 177–178
45. ↑   Whitley 1998, pp. 175–178
46. ↑   «Italy finds battleship sunk in 1943 by German warplane». Phys.org. 28 de junho de 2012. Consultado em 28 de agosto de 2020
47. ↑   Garzke & Dulin 1985, pp. 439–440
48. ↑   Garzke & Dulin 1985, p. 442
49. ↑   Garzke & Dulin 1980, p. 308
50. ↑   Garzke & Dulin 1980, p. 328
51. ↑   Noot 1980, p. 268